# Берлемон (сграда)
„Берлемон“ (на френски: Berlaymont) е известна сграда в Брюксел, Белгия, където се намира Европейската комисия - изпълнителният орган на Европейския съюз.
Строителството на сградата започва през 1963 и завършва през 1969 г. Сградата има общо 14 етажа. Офисът на председателя на Комисията и заседателната зала са разположени на 13-ия етаж.
Самата комисия е разпръсната в общо 60 отделни сгради, но Берлемон служи като седалище и е станала символ на Комисията, която се намира тук от деня на нейното откриване.